# Tractatus Coislinianus
Der Tractatus Coislinianus ist ein Manuskript, das eine Theorie der Komödie in der Tradition der Poetik des Aristoteles entwirft. Der Tractatus erklärt, dass Komödie Lachen und Vergnügen benutze und so die Emotionen (Katharsis) auf eine Weise parallel zur Beschreibung der Tragödie in der Poetik reinige. Es beschreibt die verwendeten Kunstgriffe und die Art und Weise, in der die Katharsis zustande gebracht wird. Das Manuskript befindet sich heute in Paris in der Bibliothèque nationale de France unter der Signatur „Coislinianus 120“.

## Geschichte
Das Manuskript aus dem 10. Jahrhundert befand sich im Kloster Megisti Lavra auf dem Berg Athos. 1643 sandte es Athanasios Rhetor an Pierre Séguier. Der Altertumswissenschaftler John Anthony Cramer (1793–1848), der sich mit der Sammlung von Henri-Charles du Cambout de Coislin beschäftigte, war von seinem Inhalt überwältigt, er glaubte, dass es das Werk eines Kommentators von Aristoteles’ Theorie der Komödie sei und veröffentlichte es im Jahr 1839. Diese Annahme wurde bald verspottet, gewann im zwanzigsten Jahrhundert jedoch wieder an Überzeugungskraft. Richard Janko hat argumentiert, dass es die Aufzeichnungen oder Skizzen des zweiten verlorenen Abschnittes der Poetik seien. Heinz-Günther Nesselrath argumentiert, es sei ein späteres Werk, vielleicht von Theophrast.